# Élevage intensif
L'élevage intensif, ou élevage industriel, est une forme d'élevage qui vise à maximiser le rendement tout en minimisant les coûts. Il est souvent associé à une forte densité et un confinement des animaux en intérieur. L'élevage intensif est apparu à la fin de la Seconde Guerre mondiale.
Bien qu'il existe de nombreux élevages de petite taille, une grande partie des animaux est concentrée dans un petit nombre de « fermes-usines »,. Environ 74 % des animaux d'élevage terrestres dans le monde vivent dans des élevages intensifs, ce qui représente 23 milliards d'animaux. En France, 80 % des animaux terrestres abattus proviennent d'élevages intensifs,.
L'élevage intensif est critiqué pour la façon dont les animaux y sont traités, ainsi que pour ses conséquences environnementales et sanitaires (pollution des sols et de l'eau, résistance aux antibiotiques, risque de zoonoses, particules fines...). Ses défenseurs mettent en avant la réduction des coûts et la pression de la concurrence étrangère.

## Historique

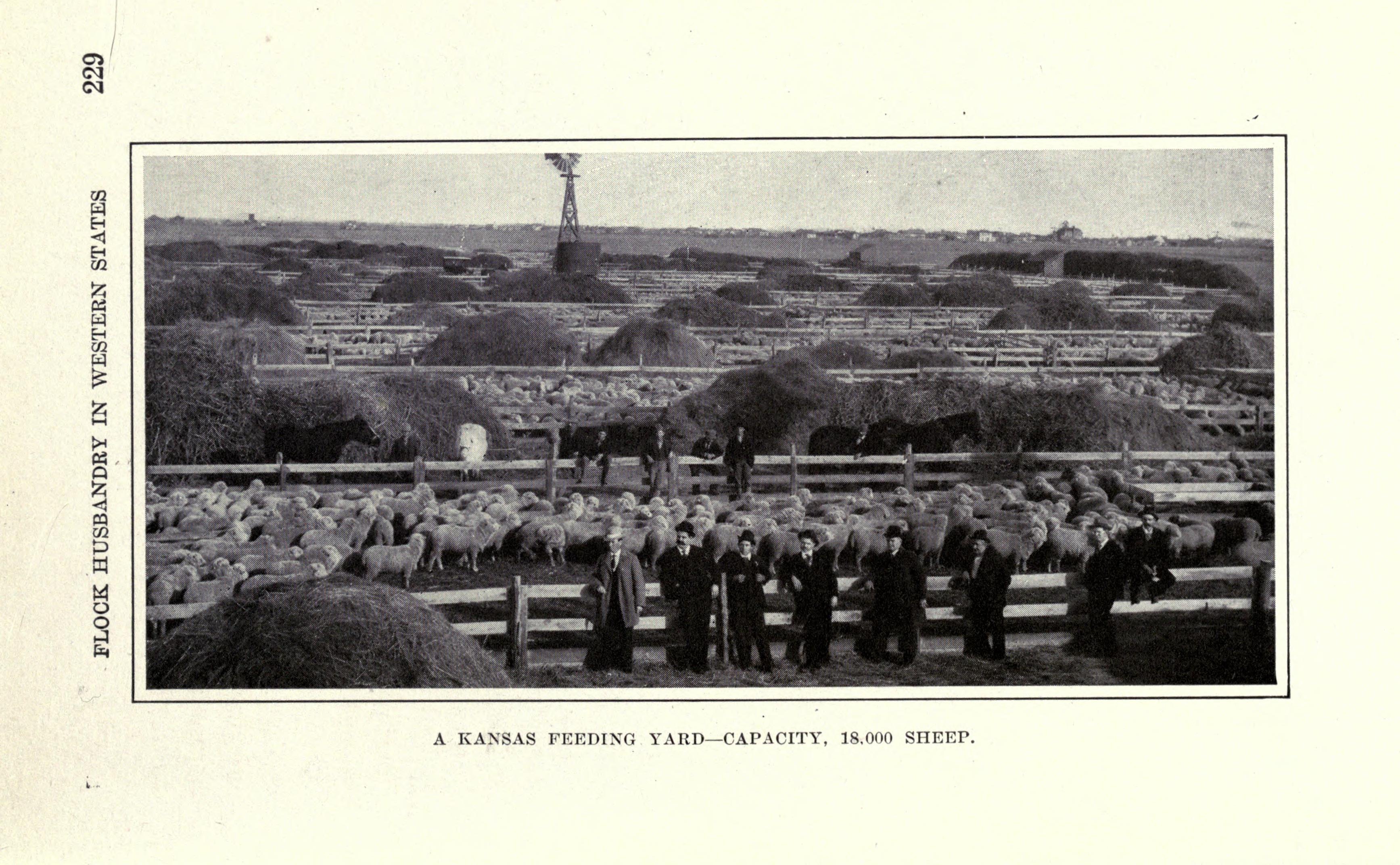
Un élevage de 18000 moutons en Amérique au début du XXe siècle.

La seconde révolution agricole de l'époque moderne qui se produit à la fin du XIXe siècle en Europe et se diffuse dans le monde entier à partir de la seconde Guerre mondiale, marque une rupture plus forte que la première révolution agricole, avec des innovations techniques et chimiques importantes : progrès mécaniques, développement de pesticides, insecticides, engrais chimiques, sélection variétale et spécialisation des régions. Son extension en Inde dans les années 1960 est connue sous la dénomination de Révolution verte. Cette agriculture productiviste a pu nourrir, plus ou moins bien, trois milliards de personnes supplémentaires.
En 1939, Paul Hermann Müller, chimiste suisse, découvre les propriétés insecticides du Dichlorodiphényltrichloroéthane (DDT). Après 1945, celui-ci est massivement utilisé pour l'agriculture, notamment aux États-Unis, participant à l'intensification de l'agriculture mais aussi à la chute du nombre d'insectes (dont les abeilles), d'oiseaux, ou encore de poissons...
La troisième révolution agricole en cours[Quand ?], associée à la troisième révolution industrielle, est caractérisée par le développement de la technique culturale simplifiée et des organismes génétiquement modifiés. Ces derniers ont notamment été développés par l'entreprise Monsanto, laquelle a depuis été rachetée en 2016 par l'entreprise pharmaceutique allemande Bayer. À la suite de cette fusion, l'entreprise contrôle 27 % du marché mondial des pesticides. À partir des années 2010, les OGM se généralisent à l'échelle mondiale (non produits en France, ils sont néanmoins largement importés). Ainsi, l'alimentation destinée à l'élevage intensif (tourteau de soja notamment) est souvent composée d'OGM ayant été traités par des pesticides.

## Caractéristiques

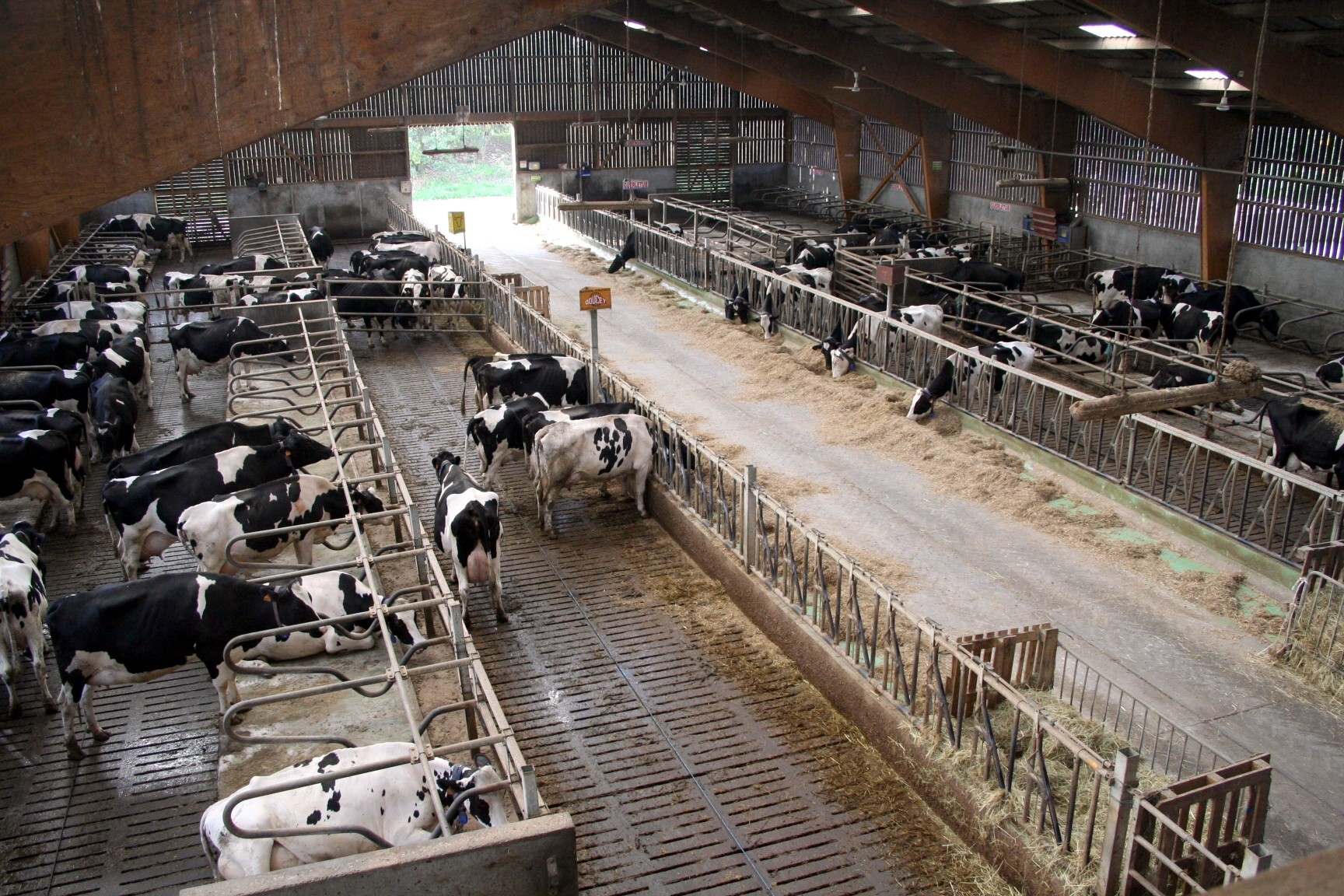
Vaches laitières Prim'Holstein en stabulation libre à logettes avec tapis (non paillées), avec aire de parcours sur caillebotis.

Ce système d'élevage se caractérise par l'utilisation de surfaces réduites, avec une densité élevée de population, les animaux pouvant être logés dans des bâtiments fermés. Les exploitations d'élevage intensif sont également marquées par une faible surface de culture dédiée à l'alimentation des animaux, entraînant la diminution significative de l'autosuffisance de l'éleveur pour l'alimentation de ses animaux.
Les progrès de l'alimentation animale permettent de penser l'élevage en termes de « transformation » d'aliments en croissance animale. L'intérêt de ce type d'élevage est qu'il permet de fournir de la viande et d'autres produits (œufs, lait, cuir, laine, fourrure) à des prix de revient contenus, ce qui a permis une accessibilité certaine de ces aliments. En outre, cette production est moins dépendante des aléas climatiques et selon Monique Eloit, directrice générale adjointe de l'OIE (Organisation mondiale de la santé animale) a permis de diminuer de manière importante les risques liés aux germes transmissibles par l'alimentation tel que les salmonelles. Toutefois, selon les résultats de recherche sur des élevages de dindes de l'Autorité européenne de sécurité des aliments (EFSA), « le risque d'infection par la salmonelle augmente avec la taille de l'élevage ».

## En France: installation classée pour la protection de l'environnement
Dans l'Union européenne, le nombre total d'animaux est utilisé pour seuiller la réglementation sur l'élevage intensif, là où dans d'autres pays comme le Canada, c'est la densité des animaux.
Selon la législation française, les élevages intensifs de volailles ou de porcs sont des installations classées pour la protection de l'environnement (ICPE). En effet, ce type d'installation est concerné par la rubrique no 3660 de la nomenclature des installations classées (« élevage intensif de volailles ou de porcs »).
Sont considérées comme étant des « élevages intensifs », les installations comportant :
- plus de 40 000 emplacements pour les volailles (poulets, poules, dindes, pintades, canards, oies, cailles, pigeons, faisans et perdrix, élevés ou détenus en captivité en vue de leur reproduction, de la production de viande ou d'œufs de consommation ou de la fourniture de gibier de repeuplement) ;
- plus de 2 000 emplacements pour les porcs de production (de plus de 30 kg).
- plus de 750 emplacements pour les truies.

Le 10 juin 2024, ces seuils sont relevés respectivement à 80 000 (volailles), 3 000 (porcs) et 900 (truies).
Ce type d'installations est soumise à autorisation environnementale unique qui est délivrée sous la forme d'arrêté préfectoral qui impose à l'exploitant le respect d'un certain nombre de prescriptions techniques, notamment celles d'un arrêté ministériel daté du 27 décembre 2013, en vue de limiter leur impacts environnementaux et sanitaires.
L'instruction des demandes d'autorisation d'exploiter ainsi que le contrôle du respect des prescriptions techniques par les exploitants sont réalisés par l'inspection des installations classées.

## Conséquences de l'élevage intensif sur l'environnement

### Pollution de l'eau et des nappes phréatiques

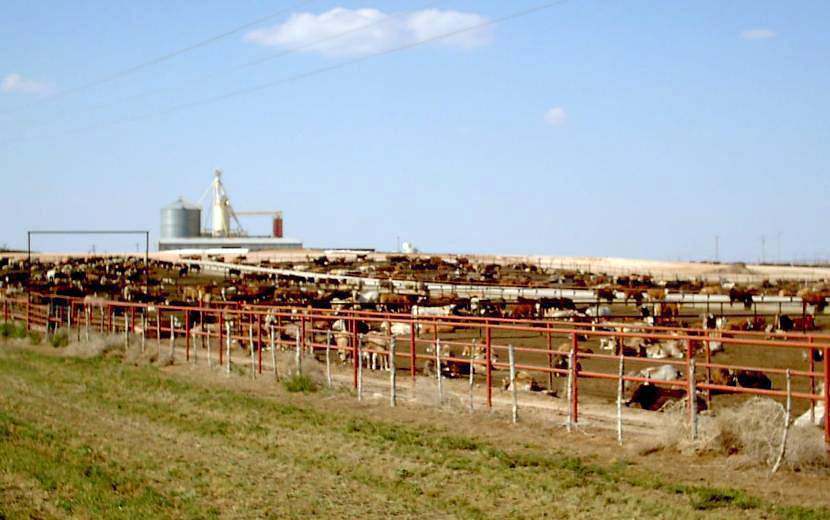
Vaches dans un parc d'engraissement au Texas. La croissance rapide des bêtes est favorisée. Ce type d'élevage se fait au détriment du bien-être animal et pollue l'eau.

L'une des conséquences de l'élevage intensif est la pollution de l'eau due à une production de fumier et de lisier excessive qu'il est impossible d'épandre sans polluer les terres, l'eau de surface et les nappes phréatiques. Ainsi les Pays-Bas, qui a la plus forte intensité de production de bétail au monde produit 15 millions de tonnes de fumier qui ne peut être épandu en toute sécurité.
L'élevage intensif utilise également des quantités considérables de céréales et de soja riche en protéines pour répondre aux besoins en aliments des animaux. Les cultures de céréales reçoivent d'importantes quantités de pesticides et d'engrais riches en azote et en phosphore pour stimuler leur croissance, mais une grande partie de ces produits peut se retrouver dans les sols et les nappes phréatiques. D'après la FAO, en 2006, l'élevage bovin américain était responsable d'environ un tiers de l'azote et du phosphore qui se répandaient dans les eaux douces du pays.

### Impact sur la biodiversité

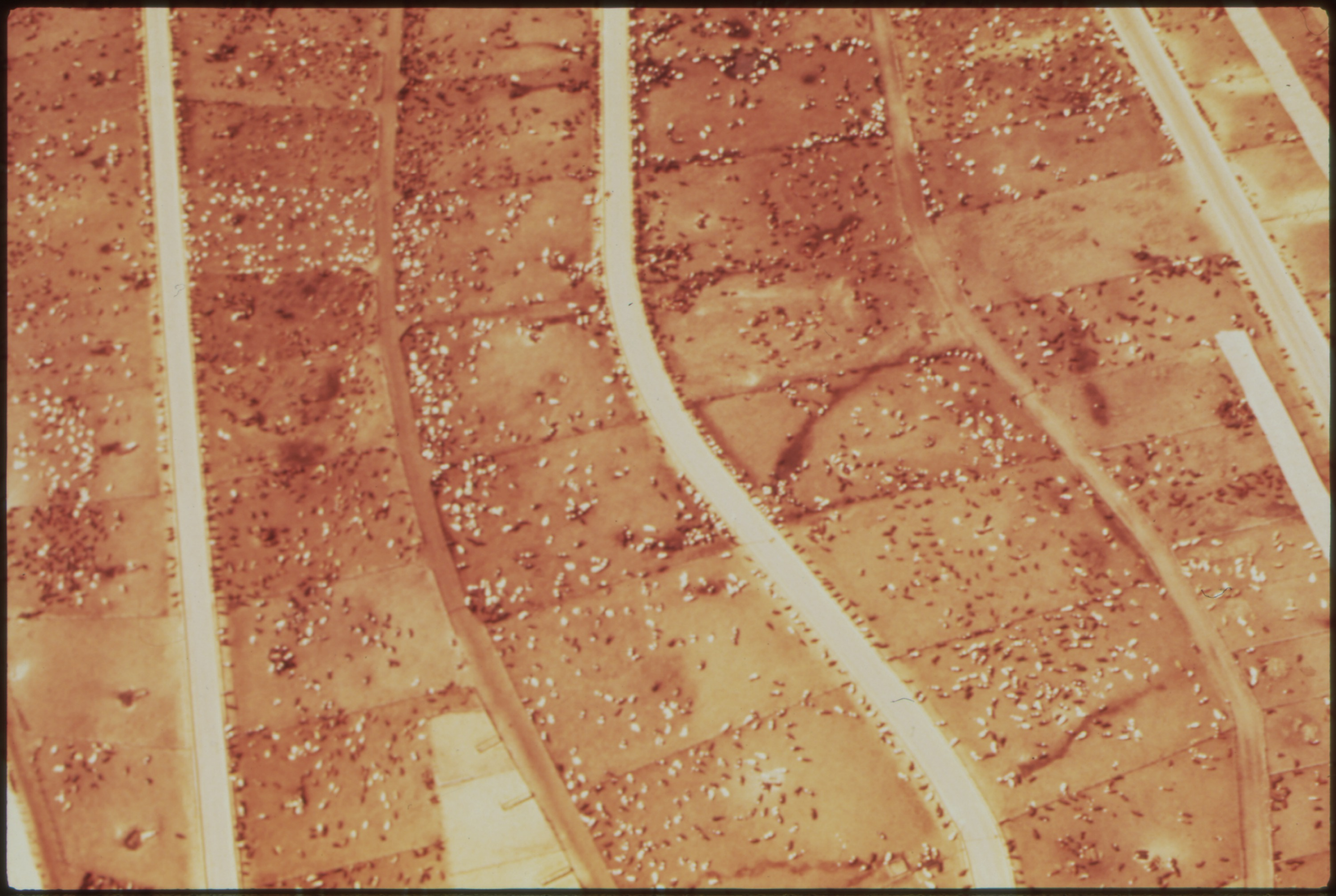
Vue aérienne d'un important feed-lots (parc d'engraissement).

L'élevage intensif nécessite une grande surface agricole afin de produire les aliments destinés aux bêtes (tourteaux de soja, etc.). La déforestation importante sur plusieurs continents (Amérique du Sud, Afrique, Asie) et le mitage de l'espace, l'utilisation massive de produits chimiques, les remembrements et drainages entrainant la suppression du maillage bocager (haies et fossés) ont eu un impact majeur sur la biodiversité.

### Développement de maladies
L'élevage intensif favorise l'émergence des grippes aviaires et porcine, qui sévissent régulièrement.
Parmi les maladies qui ont frappé l'humanité depuis la fin du XXe siècle, plusieurs proviennent des élevages : la maladie de Creutzfeldt-Jakob liée à la consommation de viande bovine (« vache folle », 1986), le virus Nipah originellement transmis par les chauves-souris et démultiplié par les élevages de porcs (1998), les multiples épisodes de grippe d’origine aviaire (H5N1, 1997 et 2004 ; H7N9, 2016), ou encore la grippe d’origine porcine (H1N1, 2009).

## Critiques

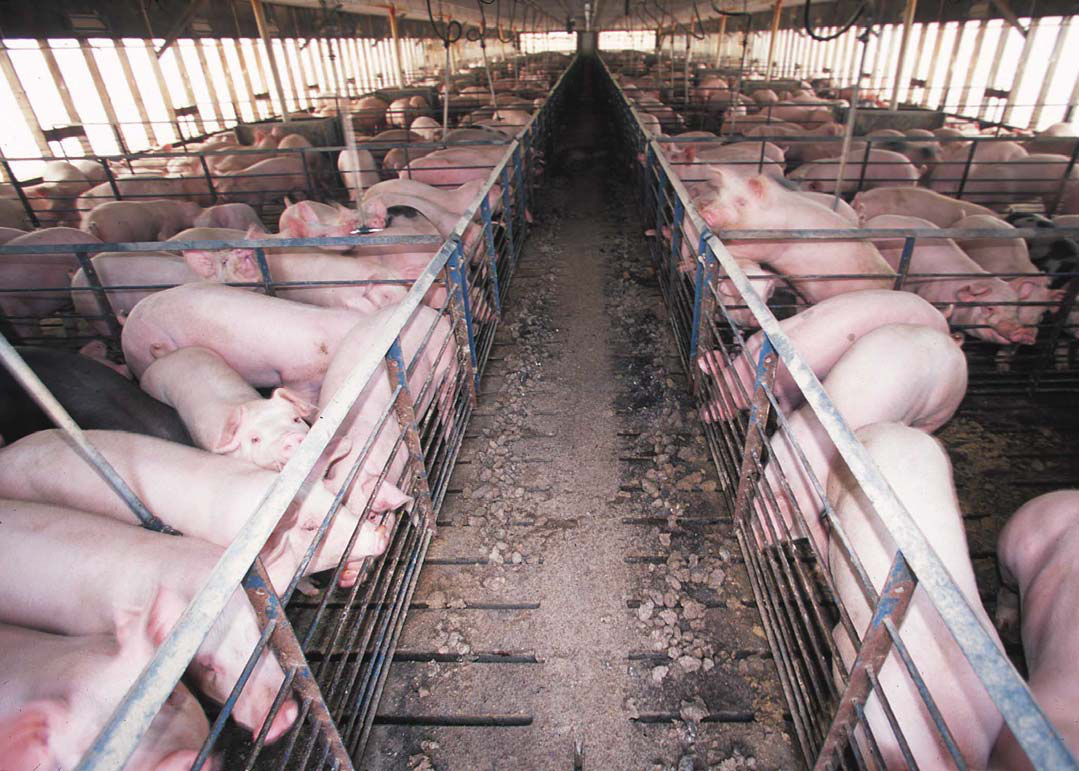
Porcs confinés au sein d'une exploitation gérée de façon intensive, Midwest

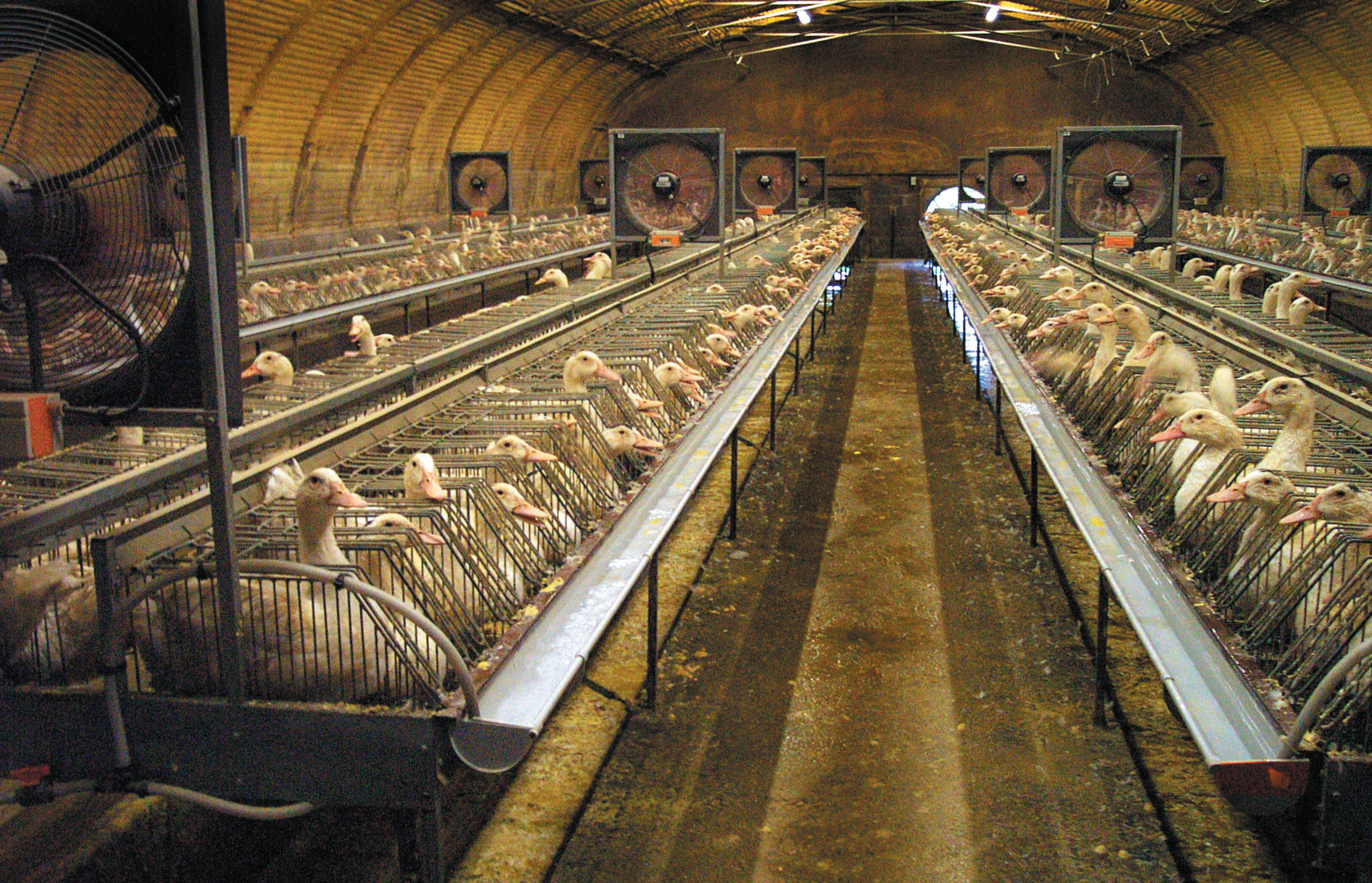
Salle de gavage pour canards destinés à la production industrielle du foie gras.

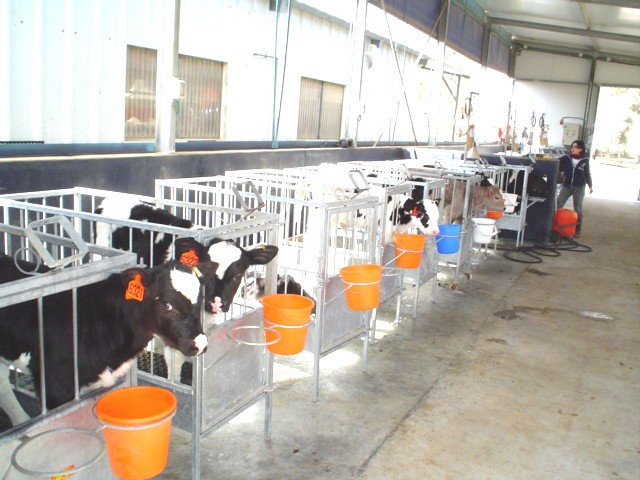
Veaux de race Prim'Holstein. Les veaux laitiers, considérés au sein de la filière comme « sous-produits » de l'élevage laitier intensif, sont destinés à la production industrielle des veaux de boucherie.

Les oppositions à l'élevage intensif portent sur ses conséquences environnementales et sont étudiées et rapportées par de nombreuses associations telles que Greenpeace mais aussi sur la faible qualité des produits, ainsi que sur les mauvaises conditions de vie des animaux. Les très fortes densités de population créent aussi des risques sanitaires, qui nécessitent souvent des traitements antibiotiques à titre préventif. Cela a conduit à diverses évolutions, comme la fixation de normes minimales par voie législative ou règlementaire (cf. notamment les directives de l'Union européenne en la matière) et des labels de qualité pour mieux satisfaire les consommateurs.
L'élevage intensif porte en général sur les races fortement sélectionnées, principalement les volailles et les porcs, mais il s'applique aussi aux bovins ainsi qu'à des espèces sauvages, en aquaculture par exemple.
Lorsque l'élevage est conduit de manière totalement indépendante de la production agricole locale, on parle d'« élevage hors-sol ». Il faut noter cependant que ces élevages ont besoin d'une superficie minimale pour épandre les déjections (notamment le lisier de porcs) sans provoquer de pollution des eaux par les nitrates et les phosphates contenus dans ces effluents.
On parle également d'« élevage en batterie », notamment pour les veaux et les volailles, par référence aux cages, parfois superposées, dans lesquelles sont maintenus les animaux.
L'élevage intensif est pointé du doigt en France à différents moments, par exemple avec la « crise de la vache folle » et avec l'affaire de la Ferme des mille vaches. Il est reproché à ses exploitants les mauvais traitements infligés aux animaux, le manque d'hygiène des étables, mais aussi, la volonté d'installer un méthaniseur de 1,5 mégawatt.
Un sondage effectué en 2021 par l'Institut français d'opinion publique (IFOP) pour la Fondation 30 millions d'amis indique que plus de 8 Français sur 10 sont favorables à l'interdiction de l'élevage intensif.

### Lien éleveur - animal
Le rapport affectif aux animaux est souvent ce qui a motivé les éleveurs à se lancer dans le métier. Cependant, avec la généralisation de la mécanisation et de la robotisation, le contact s'est raréfié, au détriment de l'animal, de l'Homme et du lien qu'ils pourraient tisser ensemble.
En effet, le lien à l'animal demeure pour 76 % des éleveurs l'essence de leur métier. Ainsi, selon Jocelyne Porcher, sociologue à l'INRA et spécialiste de la relation entre l'humain et l'animal, le fondement de ce métier est de vivre en compagnie des animaux. Or, avec la mécanisation puis la robotisation, le contact s'est raréfié, menant à la dégradation de cette relation. Dans l'élevage industriel caractérisé par des objectifs de rentabilité, les animaux sont ainsi perçus comme des machines. Cette course à la performance se fait au détriment du bien-être de l'éleveur et de l'animal.
Selon Sébastien Mouret, dans le système d'élevage intensif et industrialisé les éleveurs subissent une souffrance éthique liée à un déni de sensibilité. Ils sont ainsi obligés de renoncer à leur sens moral dans la pratique de leur travail. Machines et mutilations participent également à créer ce mal-être cher l'éleveur. Les éleveurs passent, en effet, moins de temps auprès des animaux puisque les actions sont réalisées plus rapidement et de manière automatisée.
Dans ce contexte, de nombreux éleveurs ont fait le choix de passer à l'élevage biologique qui donne la possibilité d'avoir un contact plus important avec les animaux. En effet, ce contact requiert davantage de temps et d'observation et donc d'un plus grand rapport de proximité avec l'animal.
D'après Jocelyne Porcher, beaucoup d'éleveurs sont ainsi coincés dans un système d'élevage industriel dénué de sens qu'ils n'ont pas choisi. Il faut, selon elle, inventer un élevage avec les sensibilités d'aujourd'hui, avec des pratiques et techniques qui soient à la fois positives pour les hommes et les animaux.

### Filmographie
- Élevage intensif : attention danger !, documentaire réalisé par Frédérique Mergey, diffusé le 9 septembre 2014[28]
- The Meatrix (en), dessin animé américain au sujet de l'industrie agroalimentaire américaine ; sorti en 2003, il est suivi de deux épisodes en 2006
- We Feed the World, documentaire autrichien, 2005
- Fast Food Nation, documentaire américain, 2006
- Cowspiracy, documentaire américain sur les mauvais effets de l'élevage intensif, 2014